# Omloop Het Nieuwsblad 2011
De Omloop Het Nieuwsblad, een eendaagse wielerwedstrijd in België, was in 2011 de 66e editie voor de mannen en de 6e editie voor de vrouwen. Beide koersen werden op zaterdag 26 februari verreden en beide met start en finish in Gent.

## Mannen
De 66e editie werd op zaterdag 26 februari verreden, met start en aankomst in Gent over een parcours van 204,4 kilometer. In totaal wisten 97 renners de eindstreep te bereiken.

### Verloop
Reeds enkele dagen voor de start was er een polemiek gaande in verband met het dragen van 'oortjes'. Volgens het UCI-reglement moet de Omloop Het Nieuwsblad 2011 zonder 'oortjes' worden gereden. Binnen de karavaan is er bij renners en ploegleiders heel wat verzet tegen die maatregel. Voorzitter Pat McQuaid bleef voet bij stuk houden en dreigde de wedstrijd niet te laten plaatsvinden als er toch met oortjes gereden werd.
De wedstrijd ging van start (zonder oortjes) onder een kille constante regen die de hele dag zou aanhouden. Een vroege ontsnapping van een achttal renners kende ook een vroegtijdig einde in de Vlaamse Ardennen. Tom Boonen nam dan het initiatief maar dat bracht ook geen aarde aan de dijk.
Sebastian Langeveld nam zijn kans waar en het zag ernaar uit dat hij het alleen zou halen, maar dat was buiten Juan Antonio Flecha (winnaar in 2010) gerekend. Na een geweldige remonte waarvoor ook Jürgen Roelandts moest passen, haalde hij Langeveld in. De laatste kilometer was een rondje surplacen waarbij Langeveld uiteindelijk het pleit won met een banddikte. Algemeen wordt aangenomen dat het feit dat uiteindelijk zonder oortjes werd gereden minder invloed had op het resultaat dan het kille natte weer.

### Hellingen
De volgende hellingen kwamen voor op het parcours.
| Tenbosse (Brakel) Guilleminlaan (Geraardsbergen) Eikenmolen (Lierde) | Kruisberg (Ronse) Taaienberg (Maarkedal) Eikenberg (Maarkedal) | Wolvenberg (Oudenaarde) Leberg (Brakel) Molenberg (Zwalm) |

### Deelnemende ploegen
| ProTeam AG2R-La Mondiale BMC Racing Team Garmin-Cervélo Team HTC-High Road Team Katjoesja Rabobank | Team Leopard-Trek Omega Pharma-Lotto Quick Step Sky ProCycling Vacansoleil-DCM | Professioneel continentaal Acqua & Sapone Bretagne-Schuller Cofidis Team Europcar Française des Jeux Landbouwkrediet | Team NetApp Saur-Sojasun Skil-Shimano Topsport Vlaand.-Mercator Verandas Willems-Accent |

### Uitslag

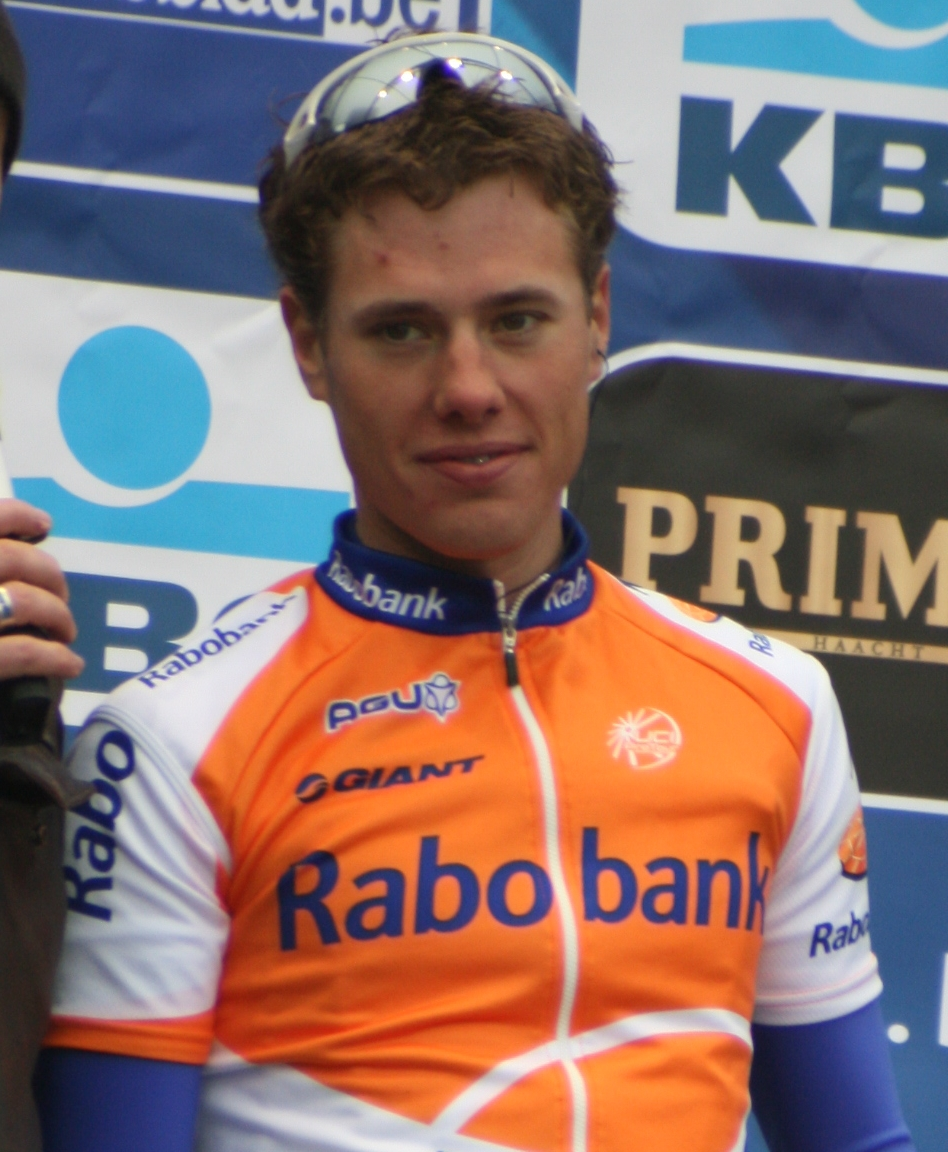
Sebastian Langeveld

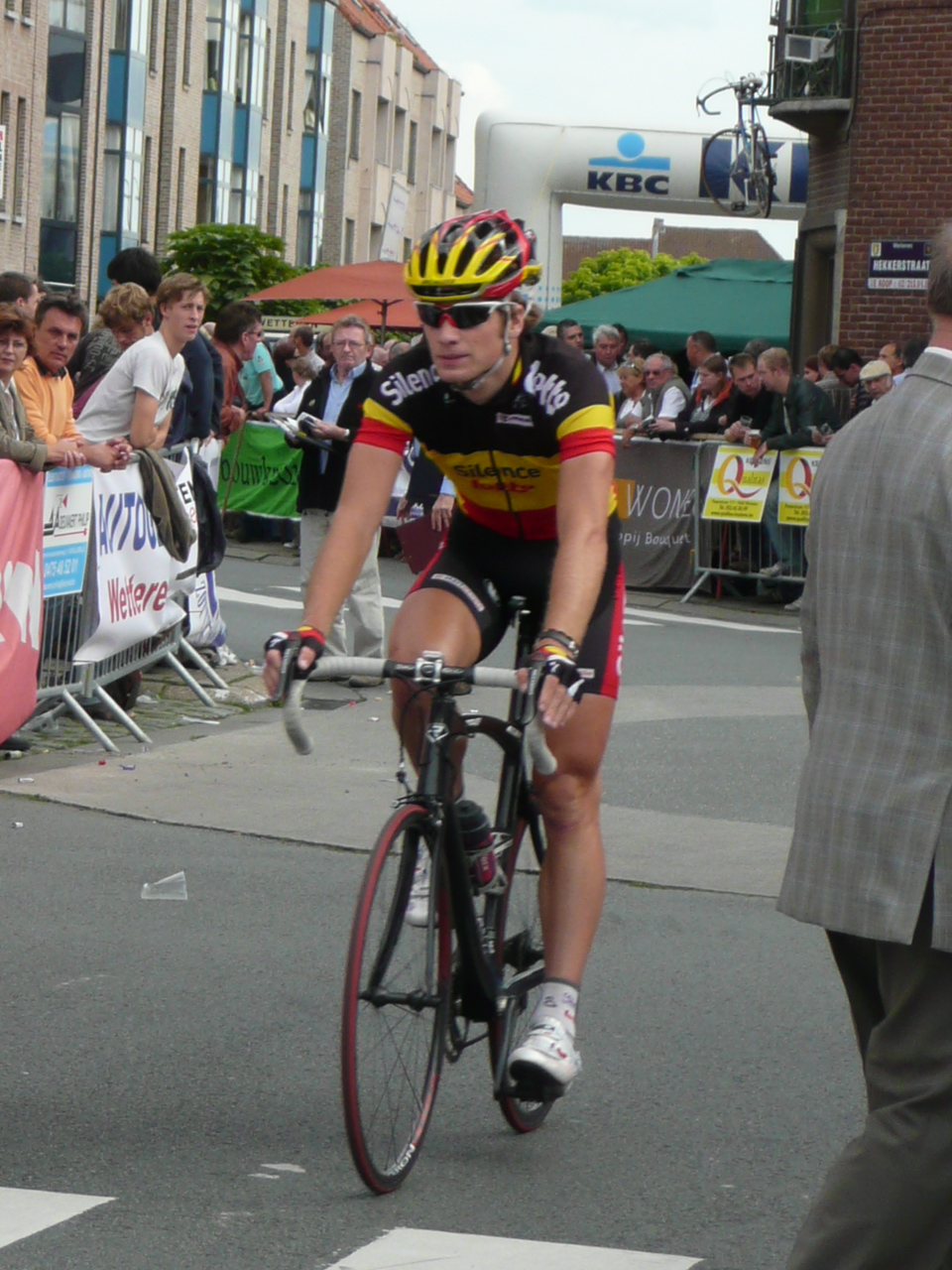
Jürgen Roelandts

| Omloop Het Nieuwsblad 2011 |                     |                    |          |
| Plaats                     | Naam                | Ploeg              | Tijd     |
| Winnaar                    | Sebastian Langeveld | Rabobank           | 5u18'21" |
| 2                          | Juan Antonio Flecha | Sky ProCycling     | z.t.     |
| 3                          | Mathew Hayman       | Sky ProCycling     | op 1'00" |
| 4                          | Yoann Offredo       | Française des Jeux | op 1'03" |
| 5                          | Luca Paolini        | Team Katjoesja     | op 1'19" |
| 6                          | Niki Terpstra       | Quick Step         | op 1'22" |
| 7                          | Martijn Maaskant    | Garmin-Cervélo     | op 1'30" |
| 8                          | Manuel Quinziato    | BMC Racing Team    | z.t.     |
| 9                          | Jürgen Roelandts    | Omega Pharma-Lotto | z.t.     |
| 10                         | Lars Boom           | Rabobank           | z.t.     |
| 11                         | Frédéric Amorison   | Landbouwkrediet    | op 1'34" |
| 12                         | John Degenkolb      | Team HTC-High Road | op 1'39" |
| 13                         | Wouter Weylandt     | Team Leopard-Trek  | op 5'05" |
| 14                         | Sébastien Hinault   | AG2R-La Mondiale   | z.t.     |
| 15                         | Nikolaj Troesov     | Team Katjoesja     | z.t.     |
| 16                         | Dominique Rollin    | Française des Jeux | z.t.     |
| 17                         | Maarten Wynants     | Rabobank           | z.t.     |
| 18                         | Russell Downing     | Sky ProCycling     | z.t.     |
| 19                         | Koen Barbé          | Landbouwkrediet    | z.t.     |
| 20                         | Björn Leukemans     | Vacansoleil-DCM    | z.t.     |

## Vrouwen
De 6e editie werd verreden op zaterdag 26 februari van Gent naar Gent over 127,2 kilometer. De finish werd door 103 rensters bereikt.

### Uitslag
| Rang | Renster              | Ploeg                           | Tijd     |
| ---- | -------------------- | ------------------------------- | -------- |
| 1    | Emma Johansson       | Hitec Products-UCK              | 3u28'05" |
| 2    | Andrea Bosman        |                                 | z.t.     |
| 3    | Chantal Blaak        | AA Drink-Leontien.nl            | z.t.     |
| 4    | Loes Gunnewijk       | Nederland bloeit                | z.t.     |
| 5    | Elisa Longo Borghini | Top Girls Fassa Bortolo Ghezzi  | + 0'04   |
| 6    | Annemiek van Vleuten | Nederland bloeit                | + 1'39   |
| 7    | Janneke Busser       | Nederland bloeit                | z.t.     |
| 8    | Tiffany Cromwell     | Lotto-Honda Team                | z.t.     |
| 9    | Grace Verbeke        | Topsport Vlaanderen-Ridley Team | z.t.     |
| 10   | Martine Bras         | Dolmans Landscaping Team        | z.t.     |

1945 · 1946 · 1947 · 1948 · 1949 · 1950 · 1951 · 1952 · 1953 · 1954 · 1955 · 1956 · 1957 · 1958 · 1959 · 1960 · 1961 · 1962 · 1963 · 1964 · 1965 · 1966 · 1967 · 1968 · 1969 · 1970 · 1971 · 1972 · 1973 · 1974 · 1975 · 1976 · 1977 · 1978 · 1979 · 1980 · 1981 · 1982 · 1983 · 1984 · 1985 · 1986 · 1987 · 1988 · 1989 · 1990 · 1991 · 1992 · 1993 · 1994 · 1995 · 1996 · 1997 · 1998 · 1999 · 2000 · 2001 · 2002 · 2003 · 2004 · 2005 · 2006 · 2007 · 2008 · 2009 · 2010 · 2011 · 2012 · 2013 · 2014 · 2015 · 2016 · 2017 · 2018 · 2019 · 2020 · 2021 · 2022 · 2023 · 2024 · 2025